# Haematopota lepointei
Haematopota lepointei är en tvåvingeart som beskrevs av Ovazza 1957. Haematopota lepointei ingår i släktet Haematopota och familjen bromsar.
Artens utbredningsområde är Benin. Inga underarter finns listade i Catalogue of Life.